# Promozione Marche 1981-1982
Nella stagione 1981-1982 la Promozione era sesto livello del calcio italiano (il massimo livello regionale). Qui vi sono le statistiche relative al campionato nelle Marche.
Il campionato è strutturato in vari gironi all'italiana su base regionale, gestiti dai Comitati Regionali di competenza. Promozioni alla categoria superiore e retrocessioni in quella inferiore non erano sempre omogenee; erano quantificate all'inizio del campionato dal Comitato Regionale secondo le direttive stabilite dalla Lega Nazionale Dilettanti, ma flessibili, in relazione al numero delle società retrocesse dal Campionato Interregionale e perciò, a seconda delle varie situazioni regionali, la fine del campionato poteva avere degli spareggi sia di promozione che di retrocessione.

## Girone A

### Classifica finale
|  | Pos. | Squadra                                                 | Pt | G  | V  | N  | P  | GF | GS | DR  |
|  | ---- | ------------------------------------------------------- | -- | -- | -- | -- | -- | -- | -- | --- |
|  | 1.   | A.S. Biagio Nazzaro, Chiaravalle                        | 46 | 30 | 18 | 10 | 2  | 40 | 13 | +27 |
|  | 2.   | U.S. Fortitudo Fabriano, Fabriano                       | 45 | 30 | 18 | 9  | 3  | 45 | 12 | +33 |
|  | 3.   | S.S. Real Montecchio, Montecchio di S.Angelo in Lizzola | 41 | 30 | 15 | 11 | 4  | 36 | 20 | +16 |
|  | 4.   | Pol. Mondolfese, Mondolfo                               | 38 | 30 | 14 | 10 | 6  | 33 | 22 | +11 |
|  | 5.   | A.S.C. Urbino, Urbino                                   | 34 | 30 | 9  | 16 | 5  | 34 | 23 | +11 |
|  | 6.   | U.S. Olimpia Marzocca, Marzocca di Senigallia           | 33 | 30 | 12 | 9  | 9  | 43 | 34 | +9  |
|  | 7.   | U.S. Metaurense, Calcinelli di Saltara                  | 31 | 30 | 13 | 5  | 12 | 34 | 31 | +3  |
|  | 8.   | U.S. Castelfrettese, Castelferretti                     | 30 | 30 | 7  | 16 | 7  | 28 | 28 | 0   |
|  | 9.   | A.C. Gallo Petriano, Gallo di Petriano                  | 27 | 30 | 7  | 13 | 10 | 23 | 32 | -9  |
|  | 10.  | Pol. Gradara, Gradara                                   | 27 | 30 | 10 | 7  | 13 | 26 | 34 | -8  |
|  | 11.  | S.S. Durantina, Urbania                                 | 25 | 30 | 7  | 11 | 12 | 22 | 24 | -2  |
|  | 12.  | A.P. Agugliano, Agugliano                               | 25 | 30 | 7  | 11 | 12 | 29 | 36 | -7  |
|  | 13.  | U.S. Pergolese, Pergola                                 | 24 | 30 | 7  | 10 | 13 | 20 | 32 | -12 |
|  | 14.  | Pol. Cagliese, Cagli                                    | 24 | 30 | 5  | 14 | 11 | 23 | 35 | -12 |
|  | 15.  | Pol. Gabicce Mare, Gabicce Mare                         | 16 | 30 | 2  | 12 | 16 | 15 | 41 | -26 |
|  | 16.  | Pol. Sassocorvaro, Sassocorvaro                         | 14 | 30 | 4  | 6  | 20 | 20 | 54 | -34 |

- Biagio Nazzaro ammesso allo spareggio promozione
- Sassocorvaro retrocesso in Prima Categoria 1982-83.

## Girone B

### Classifica finale
|  | Pos. | Squadra                              | Pt | G  | V  | N  | P  | GF | GS | DR  |
|  | ---- | ------------------------------------ | -- | -- | -- | -- | -- | -- | -- | --- |
|  | 1.   | U.S. Tolentino, Tolentino            | 44 | 30 | 17 | 10 | 3  | 36 | 18 | +18 |
|  | 2.   | S.S. Settempeda, S.Severino Marche   | 41 | 30 | 15 | 11 | 4  | 39 | 17 | +22 |
|  | 3.   | A.C. Sangiustese, Monte San Giusto   | 40 | 30 | 15 | 10 | 5  | 41 | 21 | +20 |
|  | 4.   | U.S. Filottranese, Filottrano        | 34 | 30 | 12 | 10 | 8  | 37 | 24 | +13 |
|  | 5.   | S.S. Corridonia, Corridonia          | 33 | 30 | 11 | 11 | 8  | 31 | 28 | +3  |
|  | 6.   | U.S. Cascinare, Sant'Elpidio a Mare  | 32 | 30 | 11 | 10 | 9  | 30 | 26 | +4  |
|  | 7.   | G.S. Castelfidardo, Castelfidardo    | 32 | 30 | 10 | 12 | 8  | 32 | 31 | +1  |
|  | 8.   | A.S. Casette D'Ete, Casette d'Ete    | 31 | 30 | 11 | 9  | 10 | 36 | 25 | +11 |
|  | 9.   | S.S. Robur, Grottammare              | 29 | 30 | 9  | 11 | 10 | 27 | 25 | +2  |
|  | 10.  | A.S. Elettrocarbonium, Ascoli Piceno | 27 | 30 | 7  | 13 | 10 | 21 | 28 | -7  |
|  | 11.  | A.S. Camerano, Camerano              | 26 | 30 | 8  | 10 | 12 | 25 | 31 | -6  |
|  | 12.  | S.S. Cerreto, Cerreto d'Esi          | 26 | 30 | 8  | 10 | 12 | 27 | 40 | -13 |
|  | 13.  | U.S. Recanatese, Recanati            | 25 | 30 | 8  | 9  | 13 | 23 | 37 | -14 |
|  | 14.  | Pol. Grottese, Grottazzolina         | 24 | 30 | 4  | 16 | 10 | 21 | 34 | -13 |
|  | 15.  | A.S. Amandola, Amandola              | 21 | 30 | 7  | 7  | 16 | 20 | 37 | -17 |
|  | 16.  | Civitanova Calcio, Civitanova Marche | 13 | 30 | 4  | 5  | 21 | 24 | 52 | -28 |

Amandola e Robur Grottammare partita persa per entrambe le squadre
- Tolentino ammesso allo spareggio promozione
- Amandola e Civitanova Calcio retrocedono in Prima Categoria 1982-83.

### Spareggio promozione
9 maggio 1982 a Osimo: Biagio Nazzaro-Tolentino 2-0
Biagio Nazzaro: Mengarelli, Santinelli, Bartolini, Campana, Rovina, Bacci, Sordoni (55' Juso), Montillo, Moschini (85' Catena), Bonetti, Bertarelli. All.: Bonetti
Tolentino: Morelli, Caramanti, Losego, Grilli (46' Ruffini), Carancini, Staffolani, Ciurlanti (46' Conti), Gussoni, Tassi, Antinori, Failli. All.: Brizi
RETI: 19' Sordoni, 70' Moschini